# Wenceslaus Sarmiento
Wenceslaus Sarmiento (n. 22 septembrie 1922, Trujillo, Peru – d. 24 noiembrie 2013, Santa Monica, California, SUA), cunoscut și sub semnătura W.A. Sarmiento, a fost un arhitect modernist american de origine peruviană.

## Biografie
Înainte de mutarea sa în Statele Unite, Sarmiento a studiat în mai multe locuri din America de Sud, fiind și discipol al arhitectului brazilian Oscar Niemeyer pentru o perioadă de circa un an și jumătate. În Uniune a fost designer principal al companiei Bank Building Corporation of America între 1951 și 1961, după care a creat propria sa firmă de arhitectură Sarmiento Associates office, având sediul în Saint Louis, statul Missouri. S-a retras din activitatea arhitecturală publică în 1980.
Sarmiento locuiește în Santa Monica, statul California, fiind activ în domeniul conservării și restaurării propriilor sale clădiri și proiecte, dar și în conservarea altor clădiri.

## Caracterizarea operei arhitectului
Sarmiento este autorul a sute de proiecte de re-designare a clădirilor băncilor din Statele Unite, în perioada de după cel de-al doilea război mondial, care a coincis și cu operioadă de modernizare a centrelor financiare (așa numitele downtown-uri) ale orașelor americane, dar și cu o anume migrare a centrelor bancare, organizate sub forma de zgârie nori, în zonele devenite sub-urbane ale marilor orașe.
Opera sa de dimensiuni mai mari, așa cum sunt centre comerciale, apare ca o rafinare a cunoscutului stil internațional, având anumite influențe din opera lui Oscar Niemeyer, poate cel mai ușor de recunoscut în proiectul său de anvergură , realizat în 1968, Phoenix Financial Center, situat pe Central Avenue, în Phoenix, statul Arizona. Clădirile mai mici din acest ansamblu par a avea un aer jucăuș, încadrându-se în ceea ce este cunoscut ca stilul arhitectural Googie.

## Opere importante
- Pioneer Savings Bank Building, on Wilshire Boulevard (3245 Wilshire Boulevard, at northeast corner of New Hampshire St., opposite I. Magnin building), Los Angeles, 1953
- First Security Bank Building, Salt Lake City, 1955 (listed on the National Register of Historic Places)
- Fidelity Federal Savings & Loan Building, California, 1956
- Glendale Federal Savings and Loan, Glendale, California, 1959
- Newport Balboa Savings, Newport Beach, California, 1963
- Chancery Building, on the grounds of the Cathedral Basilica of St. Louis, circa 1965
- Phoenix Financial Center, Phoenix, Arizona, 1968
- Tucson Western Savings at El Con, Tucson, Arizona 1972

## Galerie de imagini

Phoenix Financial Center
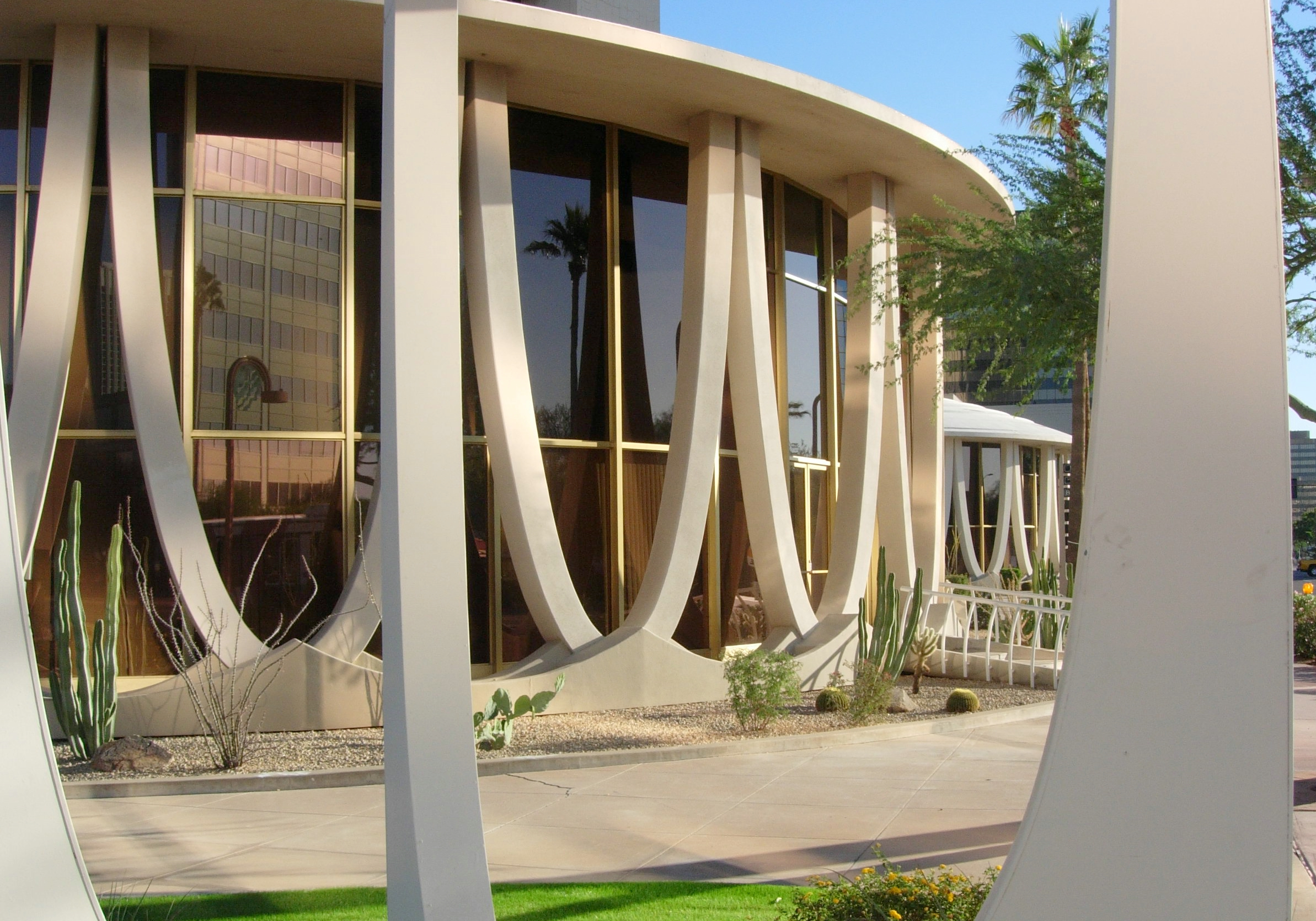
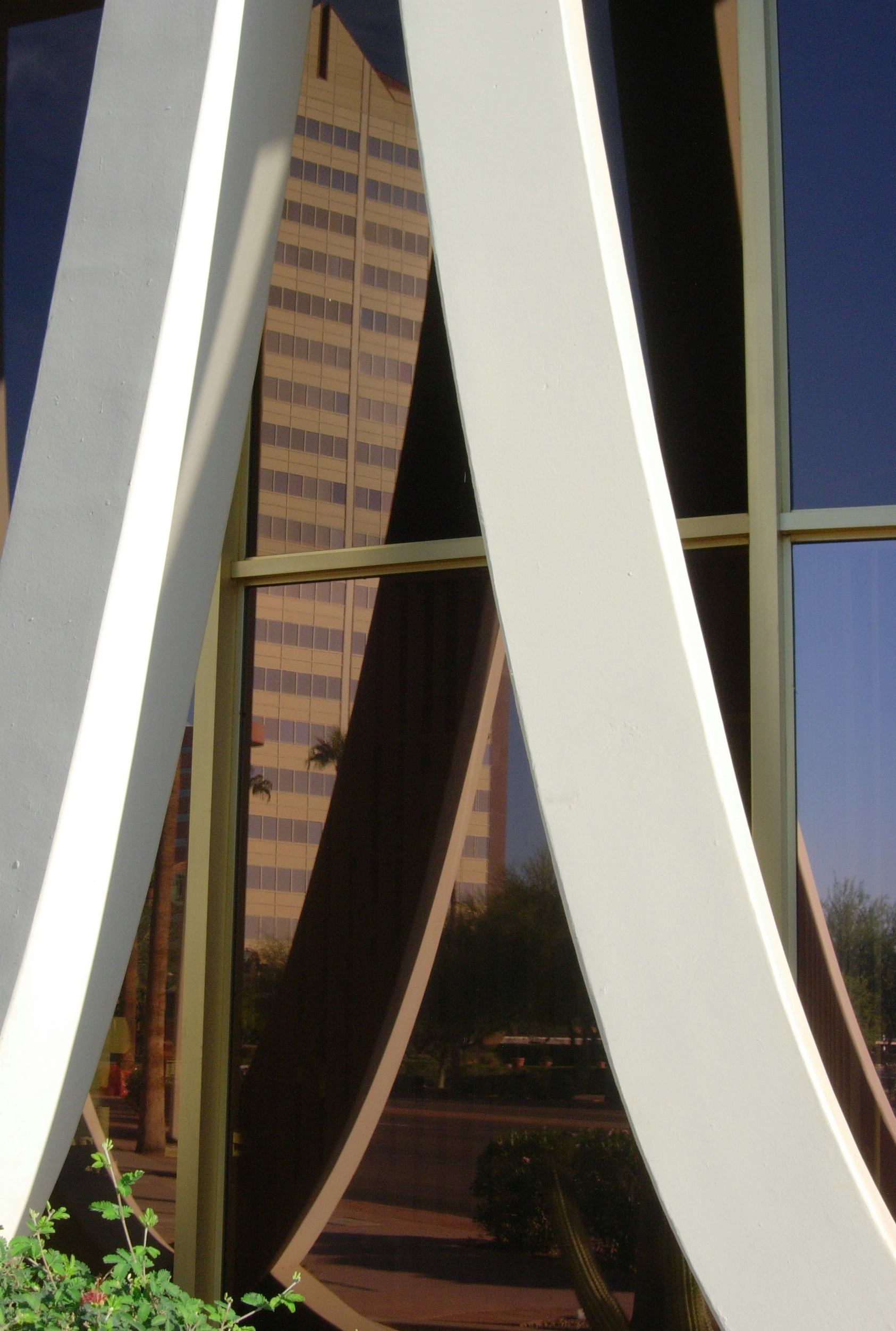
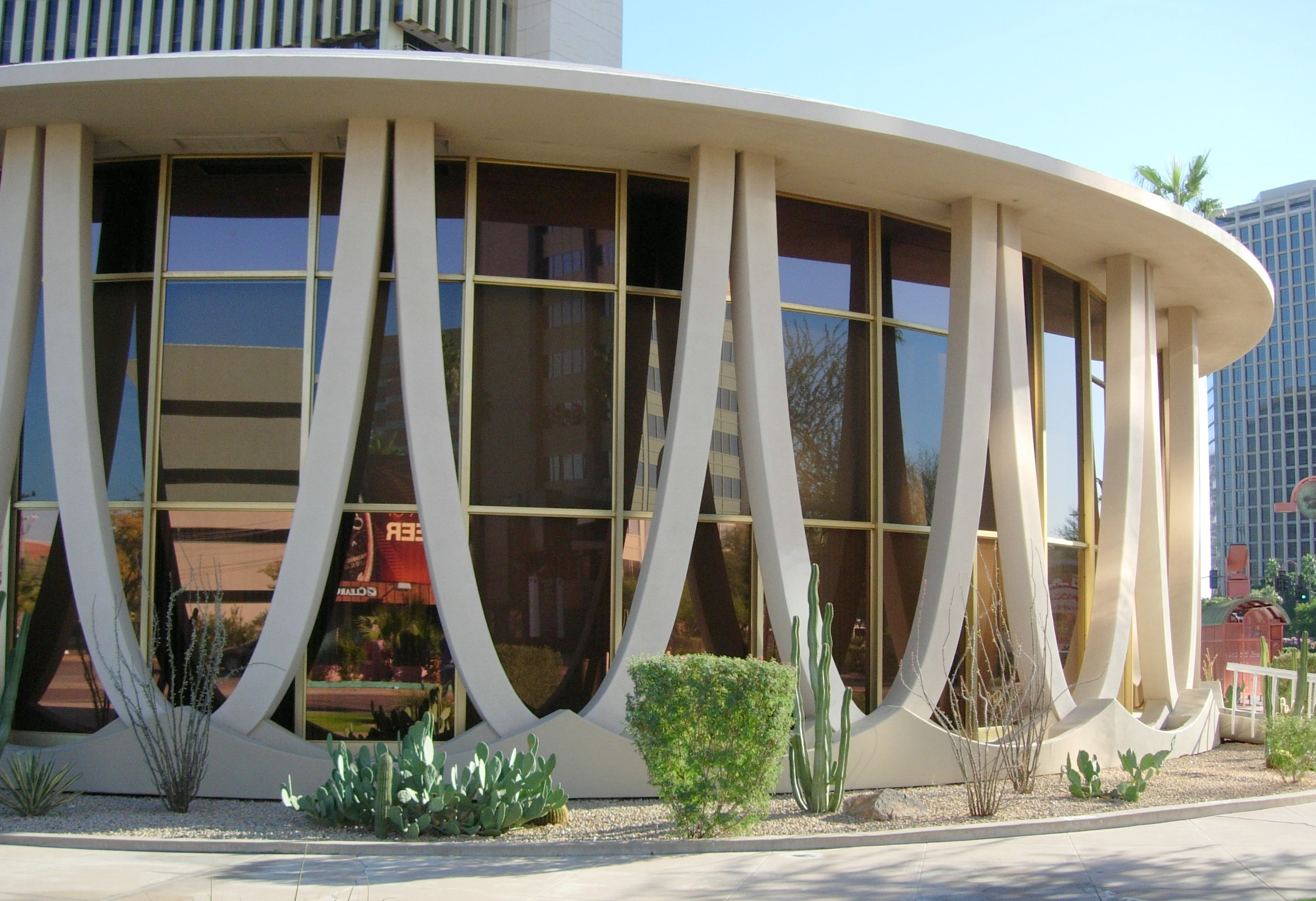
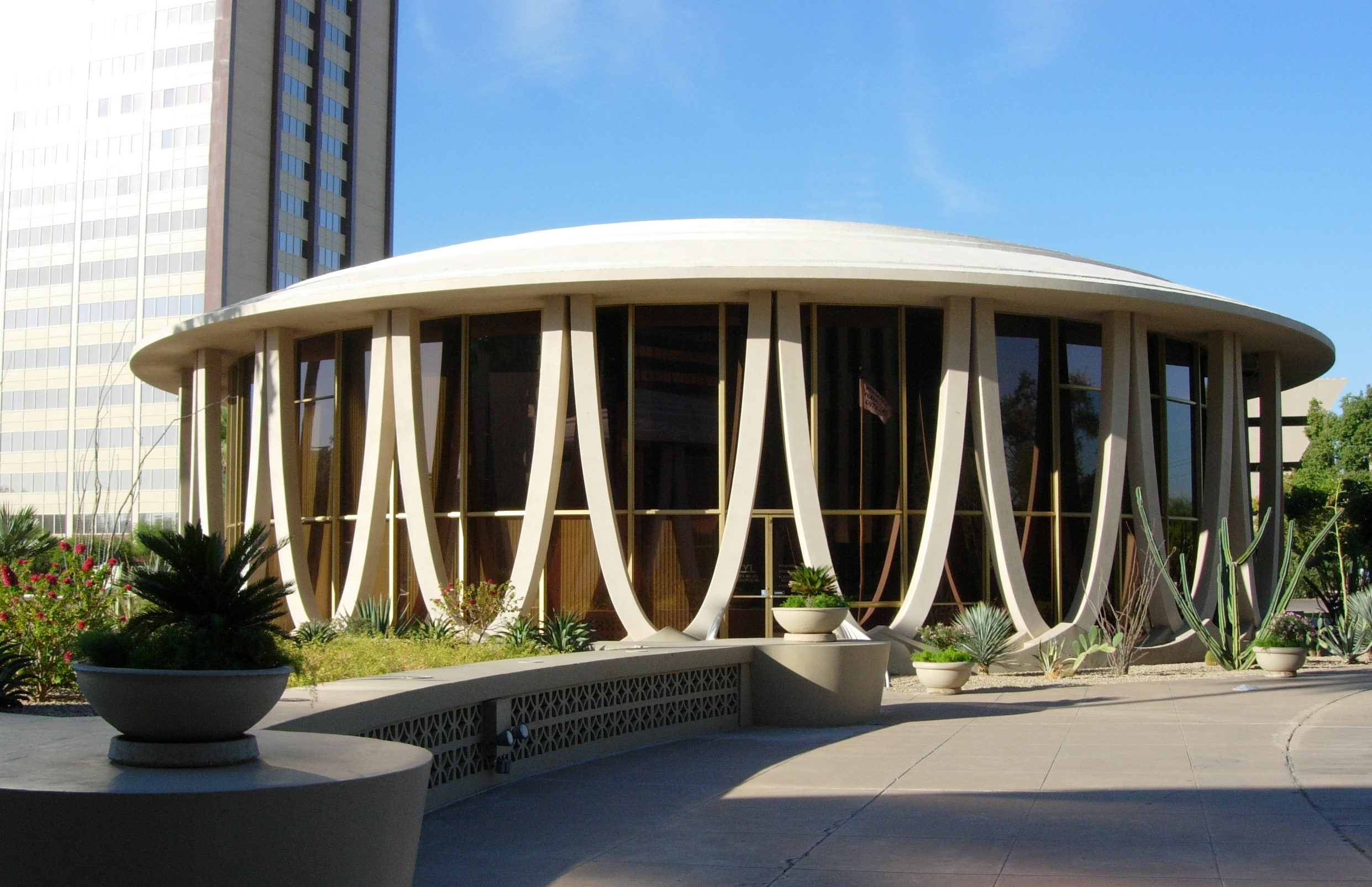
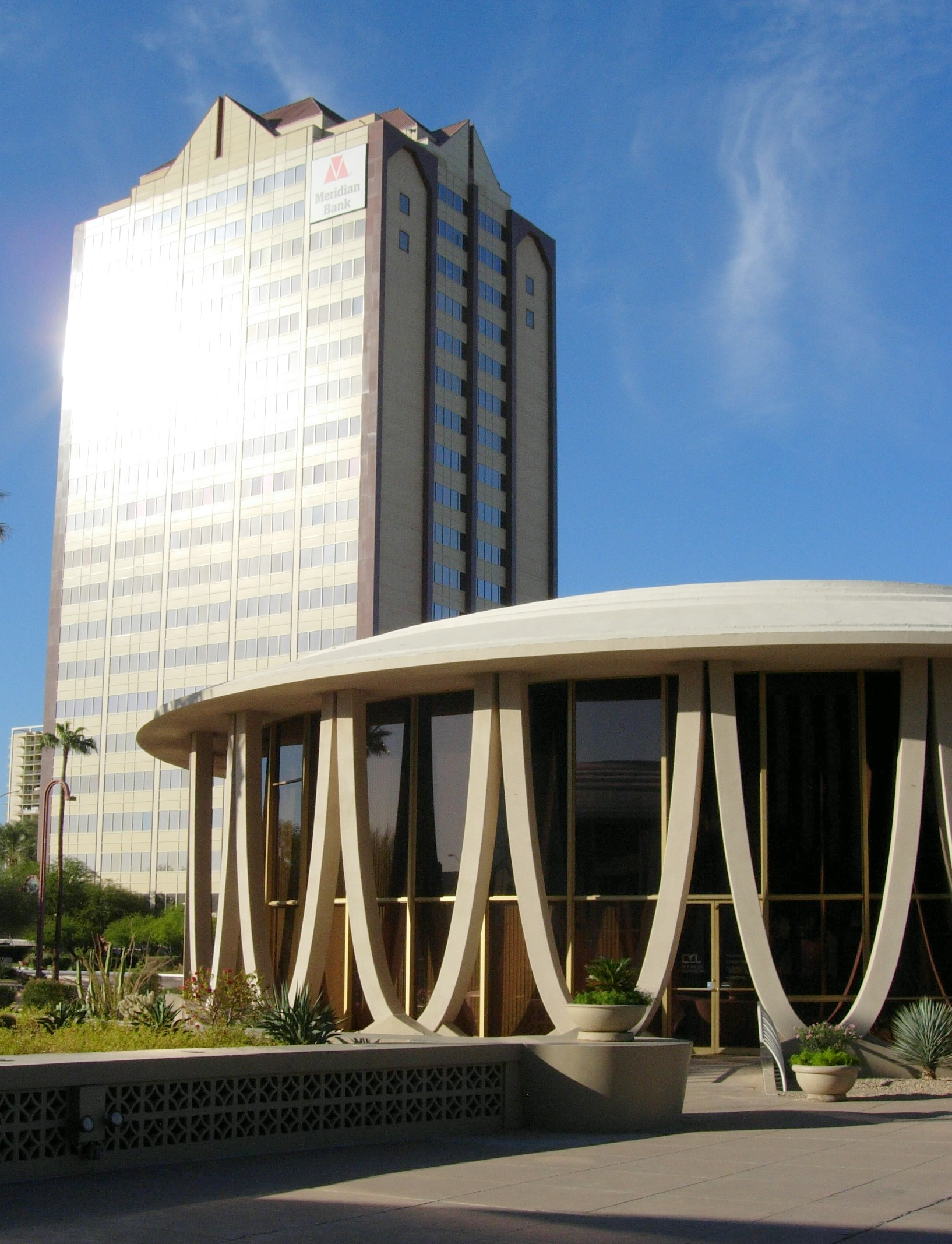
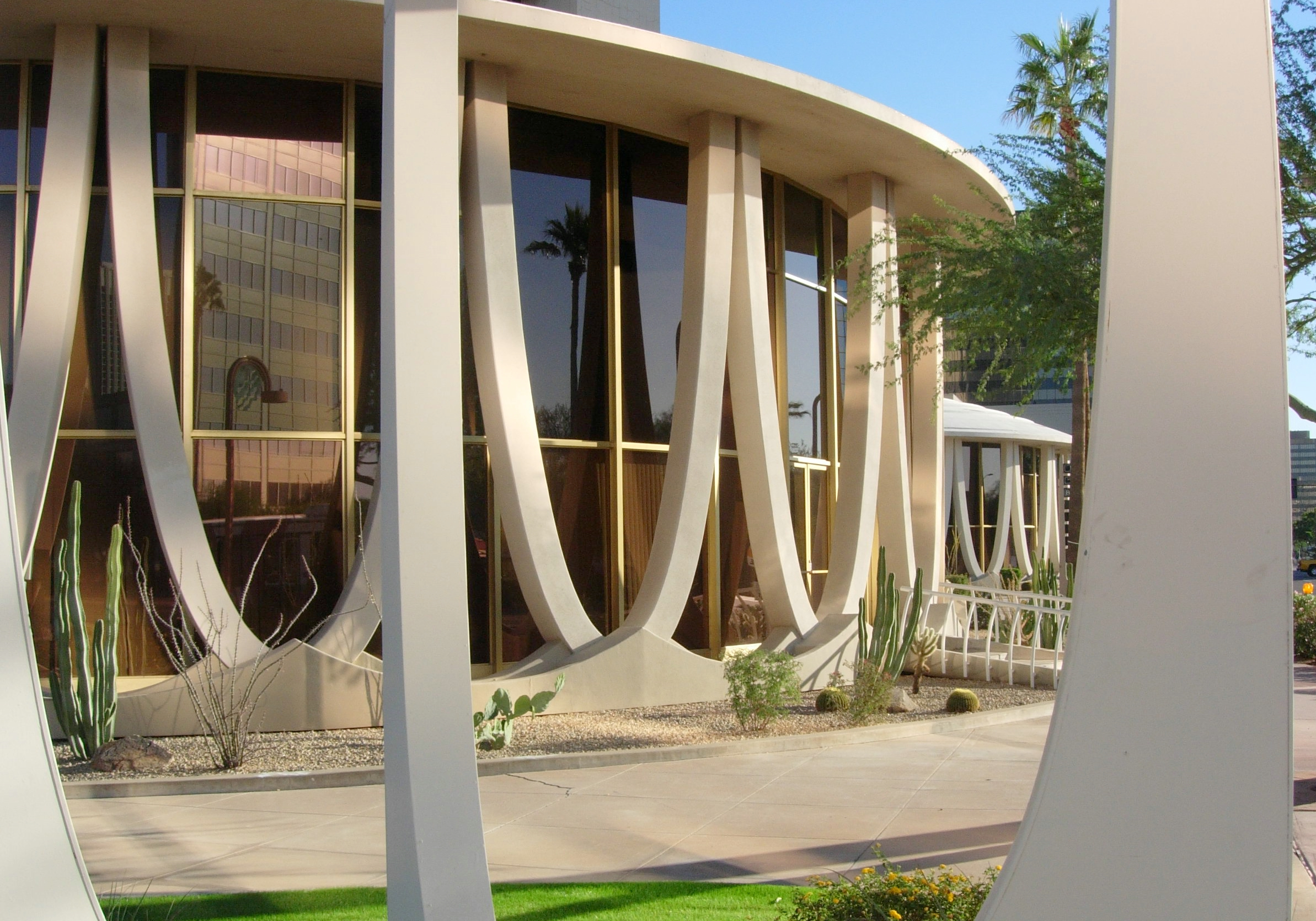
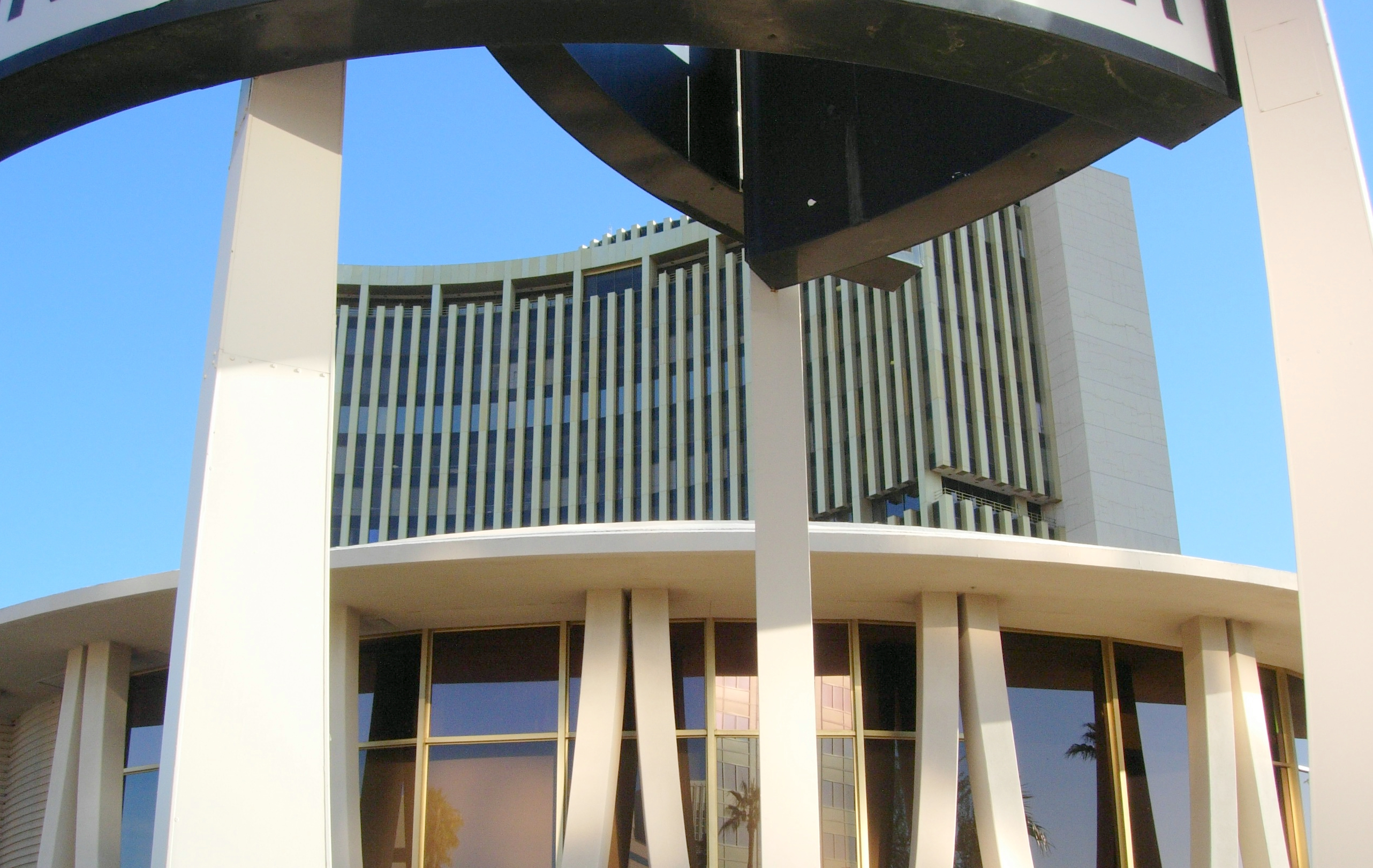
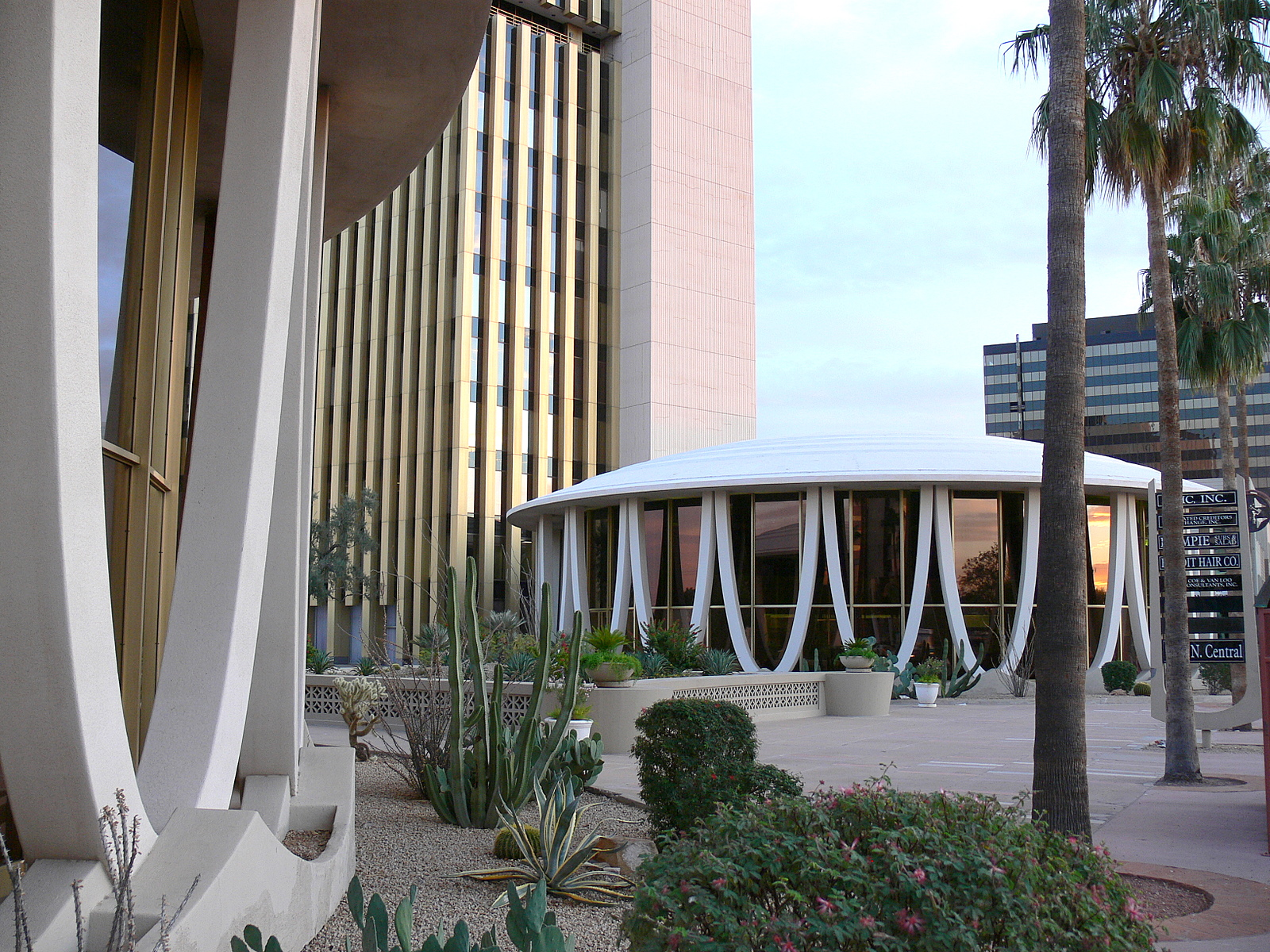
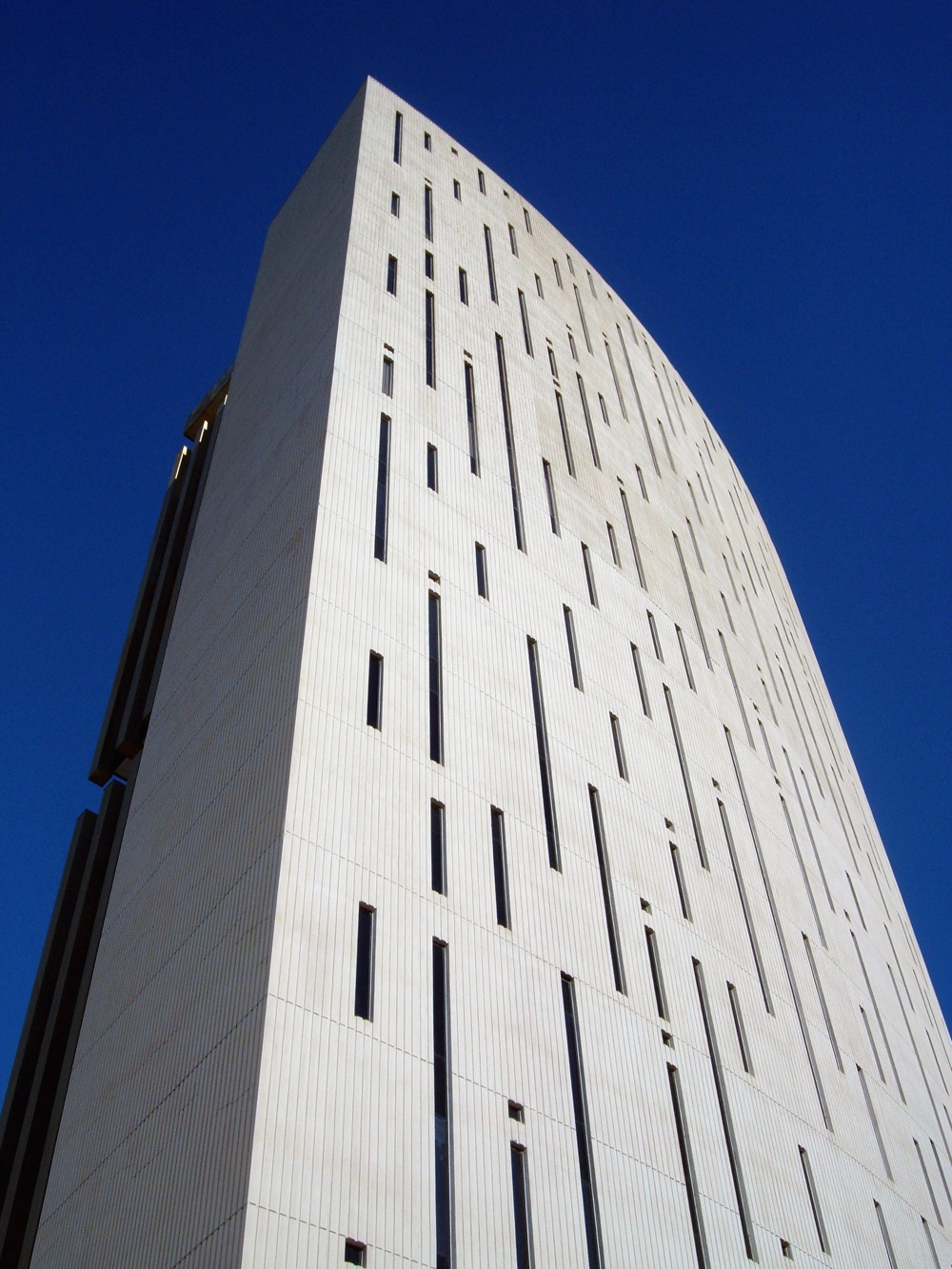